# Hari Kumar Rimal
Hari Kumar Rimal (13 giugno 1987) è un ex mezzofondista nepalese.
Ha rappresentato il proprio stato ai Giochi olimpici di Rio de Janeiro 2016 gareggiando nei 5000 metri piani.

Rimal ha vinto numerose volte la mezza maratona di Katmandu, migliorando di volta in volta il record nazionale, ed altre competizioni di fondo nazionali.

## Palmarès
| Anno | Manifestazione               | Sede           | Evento       | Risultato | Prestazione | Note |
| ---- | ---------------------------- | -------------- | ------------ | --------- | ----------- | ---- |
| 2009 | Campionati asiatici          | Canton         | 1500 m piani | 12º       | 4'03"85     |      |
| 2009 | Campionati asiatici          | Canton         | 5000 m piani | 11º       | 14'38"13    |      |
| 2010 | Giochi asiatici              | Canton         | 1500 m piani | 12º       | 4'01"44     |      |
| 2011 | Campionati asiatici          | Kōbe           | 1500 m piani | 11º       | 3'53"55     |      |
| 2011 | Campionati asiatici          | Kōbe           | 5000 m piani | 15º       | 15'16"55    |      |
| 2014 | Giochi asiatici              | Incheon        | 1500 m piani | Batteria  | 4'05"15     |      |
| 2014 | Giochi asiatici              | Incheon        | 5000 m piani | 14º       | 14'57"58    |      |
| 2016 | Giochi dell'Asia meridionale | Guwahati       | 5000 m piani | Bronzo    | 14'32"18    |      |
| 2016 | Giochi olimpici              | Rio de Janeiro | 5000 m piani | Batteria  | 14'54"42    |      |

## Altre competizioni internazionali
2012
- Oro alla Kathmandu Half Marathon ( Kathmandu) - 1h08'35"

2015
- Oro alla Kathmandu Half Marathon ( Kathmandu) - 1h07'53"

2016
- Oro alla Kathmandu Half Marathon ( Kathmandu) - 1h08'47"